# Fresques de la vie de saint François à Assise (Giotto)

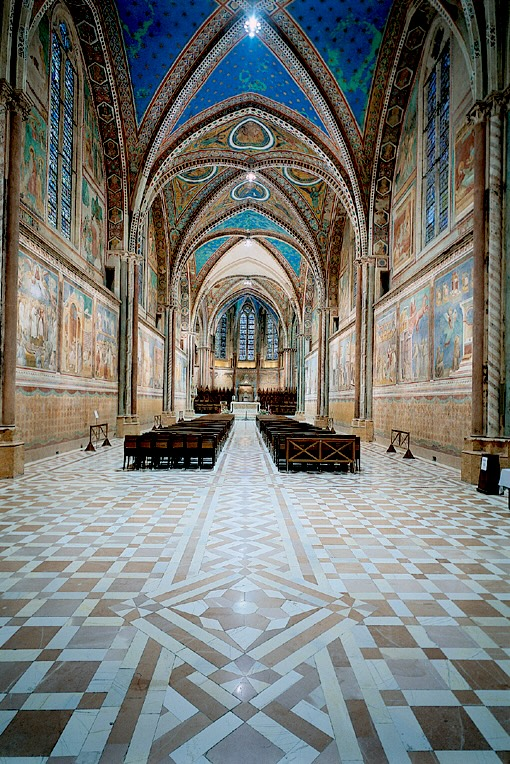
Nef de l'église supérieure.

Les fresques de la vie de saint François à Assise couvrent les murs de la nef de l'église supérieure de la basilique Saint-François d’Assise en Ombrie (Italie).
Elles sont réalisées par Giotto di Bondone dans la dernière décennie du XIIIe siècle, appelé par Fra Giovanni Minio da Morrovalle , général des Franciscains, pour y peindre la vie de saint François (1182–1226). Selon certains historiens de l'art, elles sont entreprises immédiatement après 1296 (c'est-à-dire après les Histoires de l'Ancien et du Nouveau Testament, présentes dans le registre supérieur de la nef), pour d'autres entre 1292 et 1296. 
Premiers ouvrages authentiques propices à apprécier la force et la liberté d'inspiration de Giotto, elles y côtoient des œuvres de Simone Martini (v. 1280–1344), les Épisodes de la vie et de la Passion du Christ, d'Ambrogio Lorenzetti (v. 1290-1348), La Madone et les Saints et Les Stigmates. 

## Attribution
Il est communément admis, comme le veut la tradition historiographique établie à partir des témoignages les plus anciens (Riccobaldo da Ferrara, Ghiberti et Vasari), que les fresques du cycle franciscain d'Assise sont de Giotto. Dans l'un des textes les plus cités, celui de Ghiberti, on lit : « Il a peint [Giotto] dans l'église d'Assise de l'ordre des frères mineurs presque toute la partie inférieure » : cela a été compris par beaucoup comme indiquant le cycle franciscain le long de la partie basse de la basilique supérieure ; d'autres, au contraire, l'entendent comme une référence aux fresques de l'église inférieure et ne croient pas que Giotto soit l'auteur du cycle franciscain. Giorgio Vasari dans Les Vies déclare que Giotto a été appelé par Giovanni Minio da Morrovalle, général de l'ordre franciscain de 1296 à 1304, période pendant laquelle les fresques ont pu être peintes. L'attribution traditionnelle du cycle de fresques à Giotto est déjà sérieusement remise en question au début du XXe siècle, surtout par les historiens et critiques d'art anglo-saxons (Rintelen, Oertel, Meiss). Les historiens italiens, en revanche, restent largement convaincus de la validité de la thèse de Vasari, avec l'attribution certaine à Giotto.
Des études récentes de Federico Zeri et Bruno Zanardi, restaurateur de la Basilique d'Assise après le tremblement de terre de 1997, ont remis en question l'attribution à Giotto de l'ensemble du cycle, qui pourrait être l'œuvre de maîtres romains, dirigés par Pietro Cavallini, le seul grand peintre gothique qui étrangement ne serait pas présent sur le chantier d'Assise. Selon cette thèse, la main de Giotto n'est identifiée que dans les fresques de l'église inférieure, les seules qui montrent la même technique picturale que les fresques de la chapelle des Scrovegni à Padoue.
La « Questione giottesca » d'Assise demeure ouverte, mais les historiens, après avoir hésité, semblent maintenant plus enclins à maintenir l'attribution traditionnelle à Giotto, en raison de sa manière inimitable d'organiser les scènes, de sa maîtrise de la perspective intuitive dans les arrière-plans, du réalisme, de l'éloquence sans fioritures des gestes et des physionomies. Cette « questione », d'un sujet pour spécialistes de l'histoire de l'art, est devenue plus récemment un sujet de discussion plus large du fait de la notoriété du prix Nobel Dario Fo, qui dans un livret  a pris une position drastique dans la diatribe, réfutant à Giotto la paternité des histoires franciscaines.

## Historique et technique
La décoration des murs sur lesquels figurent les scènes de la vie de saint François a été élaborée selon la technique du trompe-l'œil, depuis le rideau peint au-dessus des scènes de la vie du saint jusqu'au cadre architectural fictif qui encadre chacune d'elles. 
Chaque baie de la nef est divisée en trois parties (quatre dans le cas de la baie la plus large près de l'entrée) par des colonnes torsadées s'élevant depuis la base de la peinture. Les scènes de la vie de saint François sont ainsi peintes comme si elles avaient été conçues dès la construction de l'église. 
C'est au travers de ses fresques que Giotto affirme son style. Selon Giorgio Vasari, ce fut Fra Giovanni Minio da Morrovalle, général des Franciscains de 1296 à 1304, qui l'appela à Assise, pour y peindre la vie de saint François. Certains experts estiment que Giotto - qui travaillait probablement à Assise vers 1290 - a peint le cycle de la « Vie de saint François » vers cette époque. Cette datation antérieure repose sur les différences de style notables entre les fresques d'Assise et celles de Padoue, que l'on ne peut expliquer que par un long intervalle temporel. Les fresques racontent la vie de saint François : la vocation, le renoncement aux biens de ce monde, le Latran qui croule, la rencontre avec le Sultan d'Égypte, le prêche aux oiseaux… 

## Style
Ces fresques montrent bien en quoi Giotto fut un précurseur. Les scènes utilisent les principes de la perspective qui ont d'abord été formulés dans les deux scènes de la Vie d'Isaac sur les murs du transept, dont l'attribution est incertaine, mais qui pourraient avoir été peintes par Giotto jeune. Malgré l'impression d'unité créée par les fresques de l'église supérieure, celles de Giotto sont facilement reconnaissables, non seulement pour leur style, mais aussi parce qu'elles montrent un nouveau traitement dans la technique de la fresque - qui a d'ailleurs permis une meilleure conservation - par rapport à ce qui se faisait auparavant.
Que ce soit Giotto ou un autre peintre, les scènes ne montrent pas toujours la même qualité d'exécution, elles ont donc certainement été peintes par plusieurs mains du même atelier sous la supervision d'un protomagister. L'importance du « cycle franciscain » réside dans ses solutions révolutionnaires : la disposition des scènes diffère nettement des cadres géométriques conçus par Cimabue et d'autres peintres du XIIIe siècle pour qui la surface était essentiellement bidimensionnelle, et était donc traitée comme une page enluminée avec des motifs purement décoratifs. Pour Giotto, en revanche, l'espace pictural devait recréer un volume tridimensionnel et justifier l'interruption entre les scènes à travers une série de colonnes simulant une galerie, développant une idée déjà utilisée, par exemple, dans les mosaïques du baptistère de Florence.
Un habile dosage de contraste rend l'évidence plastique des personnages, tandis que l'utilisation d'architectures raccourcies, jouant le rôle d'ailes de perspective, crée des espaces dans lesquels les personnages se déplacent naturellement et de manière cohérente : par exemple, ils peuvent tourner le dos avec respect, à l'observateur, chose inconcevable jusqu'alors. La composition est exempte des schématismes et des symétries des tableaux précédents, même si à côté de scénarios naturels et réalistes architecturalement, demeurent encore des représentations au goût archaïque, toutes les vues n'étant pas rendues avec la même exactitude comme les villes et les bâtiments des trois premières travées du mur gauche.

## Détails des fresques
Énumération, en commençant par le mur de droite et du côté du chœur.
|  |  |
|  |  |
|  |  |
|  |  |
|  |  |
|  |  |
|  |  |
|  |  |
|  |  |
|  |  |
|  |  |
|  |  |
|  |  |
|  |  |

## Postérité
Plusieurs fresques du cycle font partie du musée imaginaire de l'historien français Paul Veyne, qui le décrit dans son ouvrage justement intitulé Mon musée imaginaire.

## Source de traduction
- (it) Cet article est partiellement ou en totalité issu de l’article de Wikipédia en italien intitulé « Storie di san Francesco » (voir la liste des auteurs).